# Phidias
Phidias (în greacă Φειδίας, Fidias; n. 500 î.Hr., Atena, Atena clasică – d. 430 î.Hr., Atena clasică, Grecia) a fost un sculptor grec din epoca lui Pericle, unul dintre cei mai importanți reprezentanți ai perioadei clasice din cultura greacă.
Plutarh relata că Phidias fost însărcinat de Pericle să conducă lucrările de construcție a Acropolei Ateniene. A îndrumat realizarea și decorarea Partenonului.
Opera sa cea mai importantă a fost statuia lui Zeus din Olimp, din aur și fildeș, care avea o înălțime de 12 m și era considerată una dintre cele șapte minuni ale lumii antice. Alte lucrări celebre au fost Athena Promachos și Athena Parthenos.
Datele biografice ale sculptorului sunt puțin cunoscute, există numai presupuneri despre tendința spre perfecțiune a sculptorului grec care ar fi distrus operele sale originale, astfel că astăzi nu se mai păstrează decât copii ale lor.

## Galerie de imagini

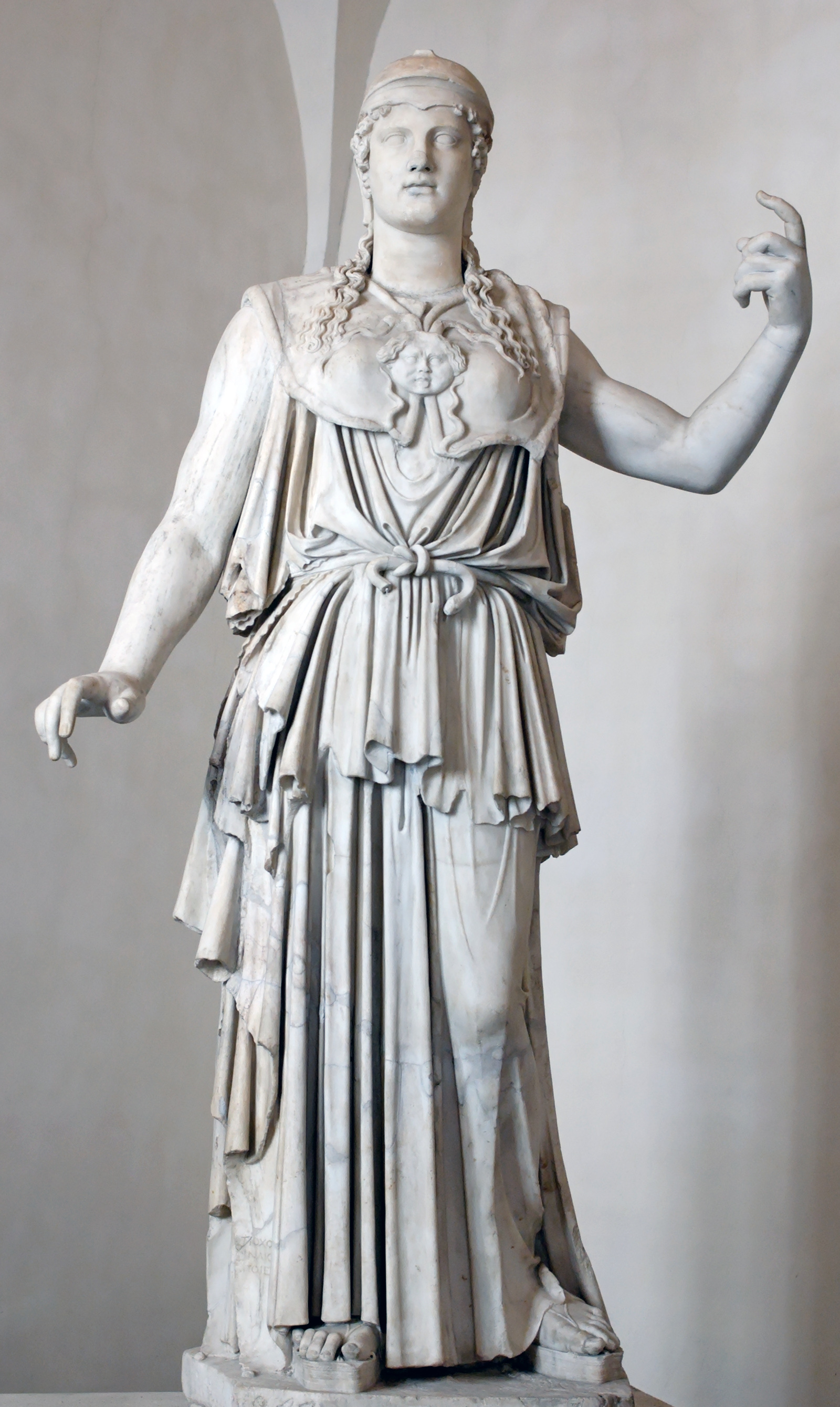
Statuia zeiței Atena (copie)
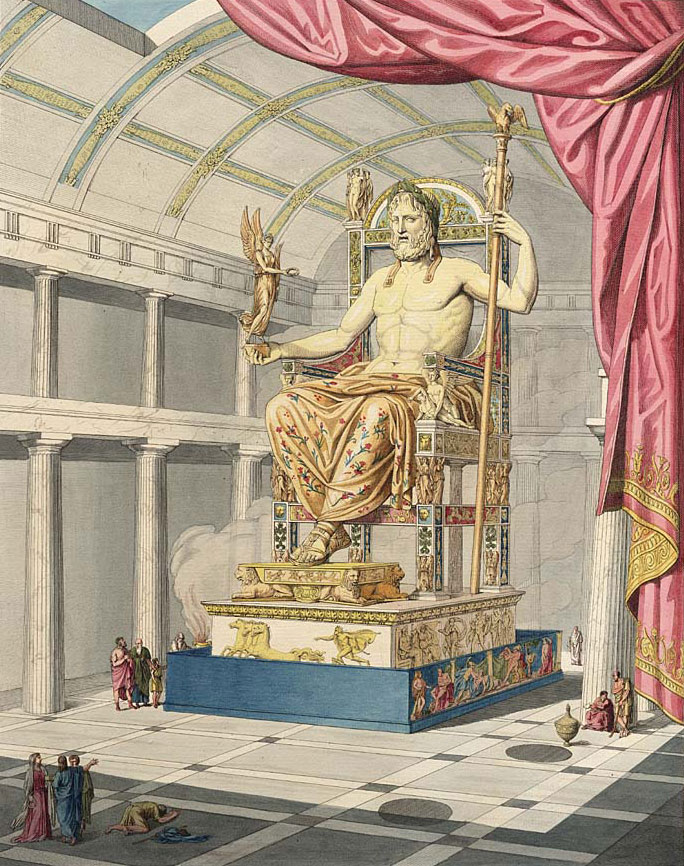
Statuia lui Zeus din Olympia (reconstituire)
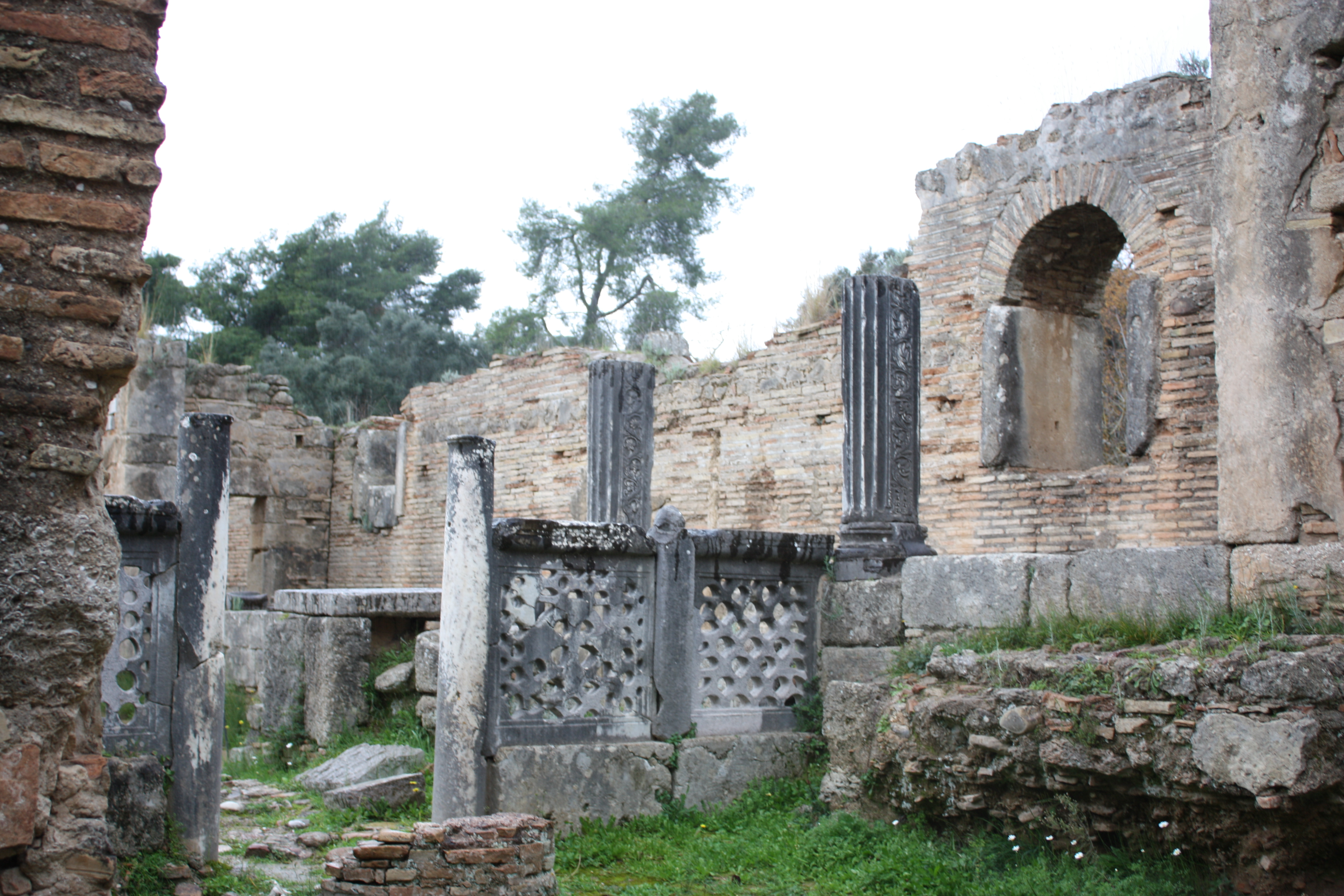
Atelierul lui Phidias din Olympia unde a creat statuia lui Zeus (ulterior biserică bizantină)